# 이영신
이영신(李英信, 1977년 2월 20일 ~ )은 대한민국의 바둑 기사이다.

## 약력
1990년에 남치형과 함께 여류프로기사 입단전을 통해 입단했다. 1995년 제1회 보해컵에서 준우승을 차지했고 제2기 프로여류국수전에서 우승했다. 여류기사 최초로 제4기 연승바둑최강전 본선에 진출했으며, 보해컵 본선에 올랐고 바둑문화상 '감투상'을 수상했다. 1997년 제4회 여류프로국수전에서 우승했다. 1998년 경희대학교 체육학과에 입학하여 2003년 제5기 여류명인전 본선과 제2회 정관장배 세계여자바둑 4강에 진출했다. 2004년 4단을 거쳐 2010년 5월에 5단으로 승단하였다. 2010년 한국바둑 세계화사업을 위해 헝가리 부다페스트에서 활동했다. 2022년 6월, 6단으로 승단했다. 